# Christian Wegmann
Christian Wegmann (Münster, 22 de febrer de 1976) fou un ciclista alemany que fou professional entre 1997 i 2002. Un cop retirat va dirigir diferents equips ciclistes.
El seu germà Fabian també fou ciclista professional.

## Palmarès
- 1998
  - 1r a l'Omloop der Kempen
  - Vencedor d'una etapa de la Volta al Japó
- 2001
  - 1r a la Rund um die Hainleite
  - Vencedor d'una etapa de la Volta a Àustria
- 2002
  - Vencedor d'una etapa de la Volta a Baviera